# Pamfilos
Pamfilos var en antik grekisk målare, härstammande från Makedonien och verksam under första halvan av 300-talet f.Kr.
Pamfilos tillhörde den doriska skolan i Sikyon på Peloponnesos, som grundlades av Eupompos och blomstrade under tiden mellan peloponnesiska krigets slut och Alexander den stores död. Han var den som gav skolan i Sikyon dess fulländning genom att grunda den konstnärliga utbildningen även på teoretisk insikt, särskilt i geometri. Han var också den som införde teckningsundervisning i alla Greklands goss-skolor, och han utvecklade det enkaustiska vaxmåleriets teknik (vaxfärgers inbränning i en yta).
Av hans arbeten nämns en Familjebild, Atenarnas seger vid Flius och Odysseus i sitt fartyg. Men Pamfilos hade större betydelse genom sin lärarverksamhet än genom sina egna arbeten. Till hans lärjungar hörde Greklands främste målare, Apelles.